# Яванский мох
Яванский мох (лат. Vesicularia dubyana) — многолетний водный мох рода Vesicularia семейства Гипновые (Hypnaceae).

## Описание
Высота растения до 45 см, стебли сильно ветвятся и покрыты листьями длиной до 0,2 см, диапазоном цвета от светло- до тёмно-зелёного. Прикрепляется к твёрдым предметам ризоидами (развивающимися на нижнем конце стебля тонкими многоклеточными нитями, выполняющими функцию корней).

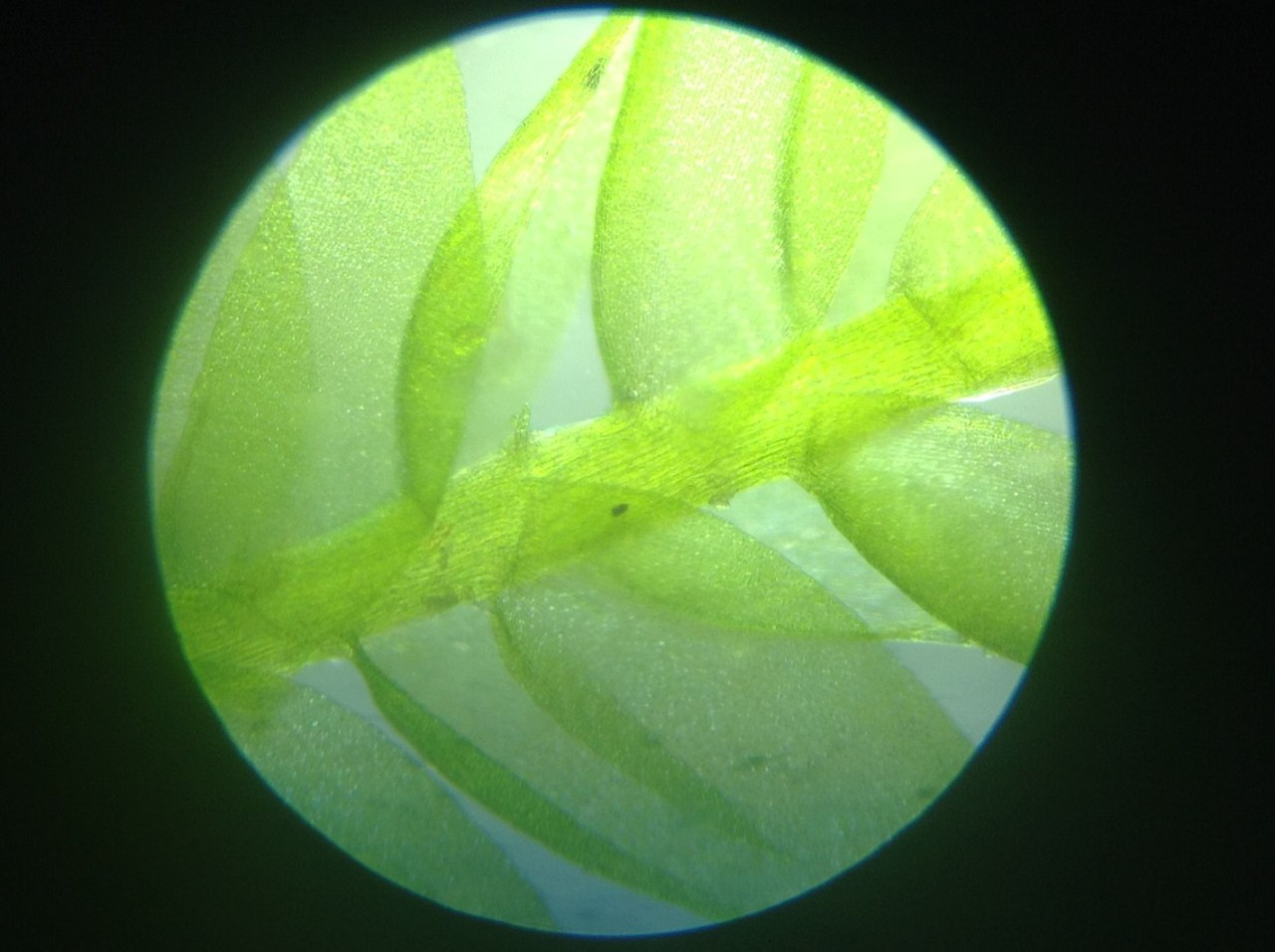
Фрагмент стебля, шестнадцати кратное увеличение

## Хозяйственное значение и применение
Яванский мох используется как аквариумное растение. Это любимый субстрат для многих фитофильных рыб, очень благоприятный из-за своей мочалкоподобной структуры и из-за удельного веса тяжелее воды, так, что он не требует какой-либо фиксации в нерестовике. Очень часто используется для декорирования аквариума.

### Культивирование
При культивировании в аквариуме яванский мох неприхотлив, может расти в различных параметрах воды. Но все же, предпочтительнее уровень рН 5.8—8.0, температура воды 18—30 С, низкий или средний уровень освещения. В качестве субстрата лучше использовать коряги, к которым мох прикрепляется при помощи ризоид.